# Tours Saint-Pierre-et-Saint-Paul
Les Tours Saint-Pierre et Saint-Paul de Louhans en  Saône-et-Loire, sont les vestiges des remparts de la ville inscrits au titre des monuments historiques par arrêté du 20 mars 1995.
La Tour Saint-Pierre a été restaurée par une association en 1998, alors qu'elle était proche de la ruine. Désormais, on y trouve un centre culturel.
Quant à la Tour Saint-Paul, elle reste aujourd'hui en mauvais état.
La Tour Saint-Paul a été construite ou reconstruite à la fin du XVIIe siècle à l'occasion de la restauration de la muraille en place depuis la fin du XIIIe siècle.

## Tour Saint-Pierre

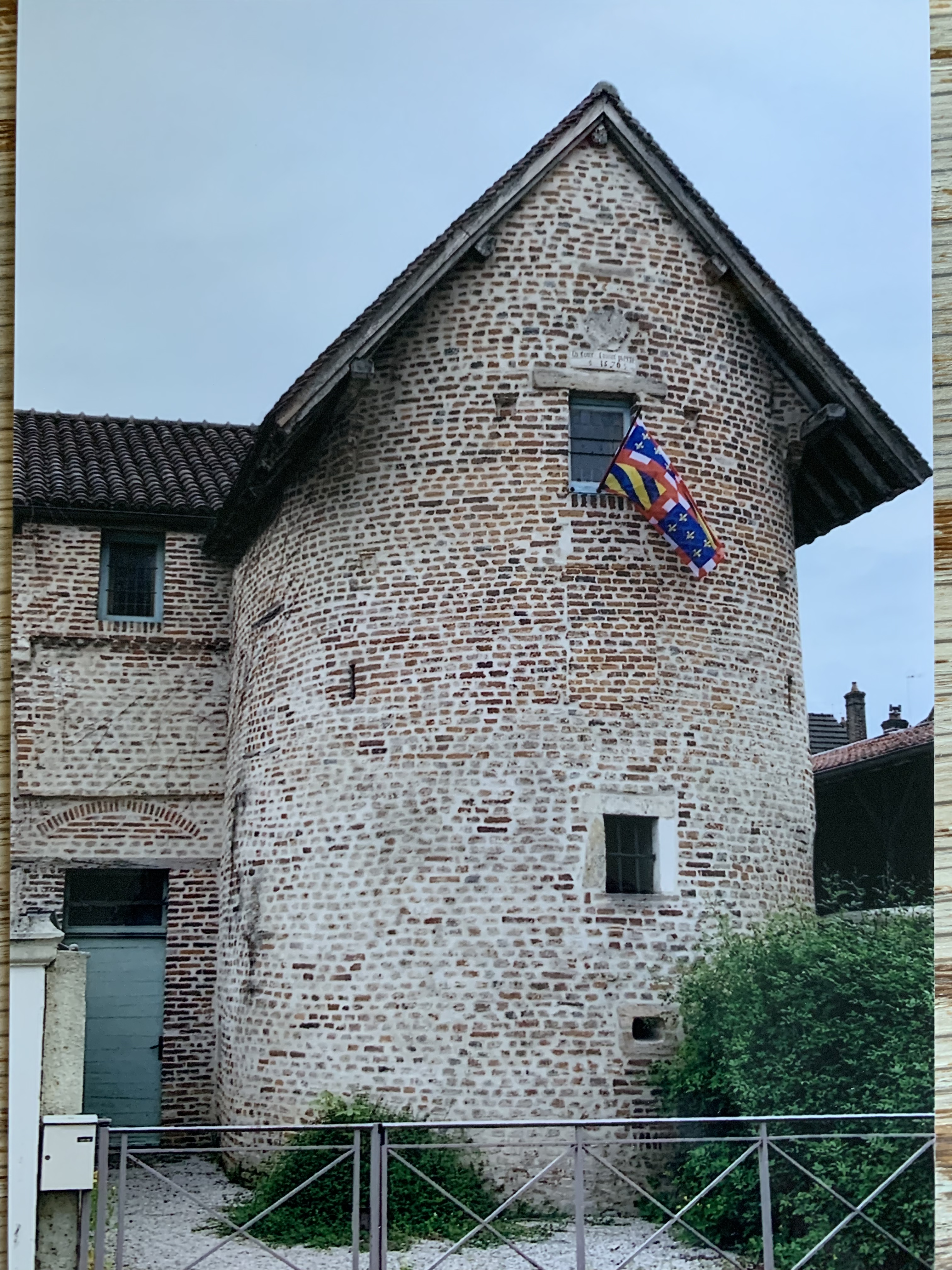
La Tour Saint-Pierre de Louhans en mai 2020.

### Historique

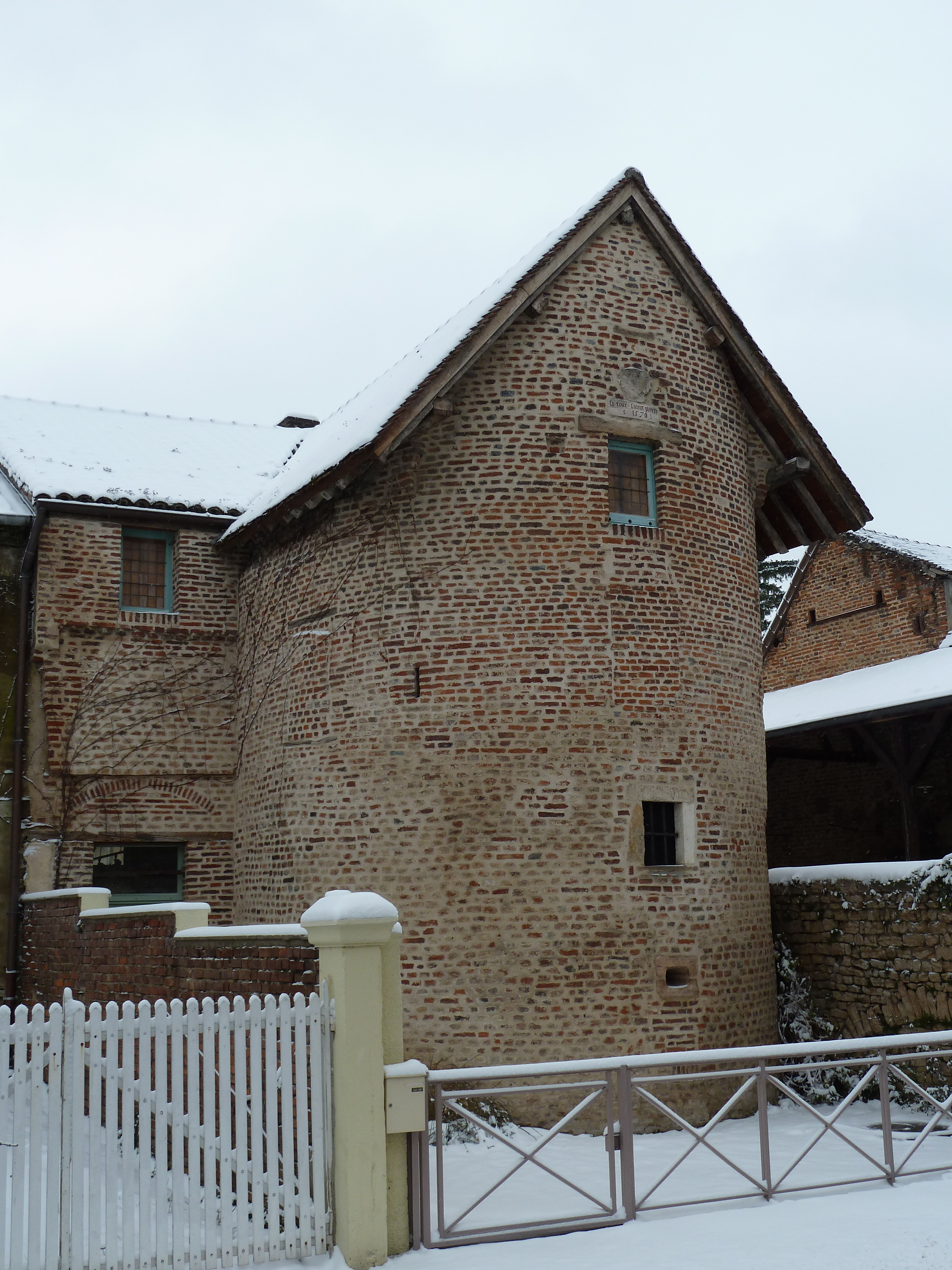
La Tour Saint-Pierre de Louhans en 2010

Vestige médiéval, la Tour Saint-Pierre de Louhans date vraisemblablement du XVIe siècle. Elle se situe au niveau du rempart nord de l'ancienne ville fortifiée de Louhans. Ancien bastion militaire, elle fait partie des tours de garde qui sont disséminées dans l'enceinte fortifiée au cours des XIIe siècle et XIIIe siècle. Toutefois, une pierre gravée sur son fronton (imposte) toujours visible, indique "La Tour Saint-Pierre 1570", date à laquelle l'édifice a été reconstruit pour prendre sa forme actuelle. Cette même pierre possède des traces de sculpture, mais aussi des traces de martèlement qui auraient, durant la Révolution, fait disparaître un blason. Présente sur plusieurs plans anciens de la ville, peu de renseignements sont néanmoins connus à propos de ce vestige. Le notable et historien local Lucien Guillemaut évoque les deux tours dans son ouvrage paru en 1911, Histoire de la Bresse louhannaise.
"Elle [Louhans] était entourée de murs et de fossés et les murs étaient flanqués de tours dont deux subsistent encore, la tour Saint-Pierre, datant de 1570 donnant sur les dos d'ânes ou talus des fossés du côté nord de la ville, et la tour Saint-Paul, reconstruite en 1668"
Au cours du XXe siècle, le dernier bourrelier de Louhans y tient sa boutique, laquelle est accolée à l'édifice le long de la rue. En 1980, la tour est mise en vente au départ du bourrelier. En l'absence de racheteur, l'édifice est alors à l'abandon et se dégrade progressivement pendant une dizaine d'années. 

### Restauration
En 1991, une initiative privée permet de lancer une campagne de restauration de la tour ainsi que sa mise en valeur d'un point de vue culturel, artistique et mémoriel. En juillet 1993, l'association pour la Reconnaissance des Témoignages à Sauvegarder est fondée par Jean Boussuge, professionnel de télévision et André Petit, historien local. La Tour Saint-Pierre devient alors le siège de l'association.
L'action culturelle liée à la rénovation de l'édifice débute en 1995. Le 20 mars 1995, les deux tours sont inscrites au titre de l'Inventaire Supplémentaire des Monuments Historiques.  Le lieu est en revanche ouvert dès 1994 au public dans le cadre des Journées du Patrimoine. La boutique couvrant la façade de la Tour est démolie, mettant au jour le statut de quasi-ruine du lieu. L'association organise simultanément de nombreuses animations thématiques à destination des habitants et des touristes présents sur place. Après plusieurs années de démarches, le chantier principal de restauration débute au printemps 1998, supervisé par les services de l'État (Direction régionale des Affaires culturelles de Bourgogne, Architecte des bâtiments de France...). Plusieurs entreprises locales participent aux travaux.[réf. nécessaire]
Le 16 juillet 1998, La tour restaurée est révélée aux yeux du grand public. Une reconstitution historique est proposée, où la  Compagnie des Archers Louhannais attaque symboliquement l'édifice, mettant en valeur la fonction défensive exercée par le monument pendant plusieurs siècles. 
En 1999, la réfection intérieure de l'édifice permet de découvrir des vestiges gallo-romains mais aussi l'ancien rempart de la ville. Ils indiquent l'existence d'un potier ayant exercé en l'an 52 av. J.-C.Ceux-ci sont désormais protégés par un plancher de bois. 
En 2001, un Prix du Patrimoine est créé à l'initiative du Conseil Général de Saône-et-Loire. Dans la catégorie "Associations et particuliers, restaurations d'édifices", Jean Boussuge et son association reçoivent le premier suite prix à la sauvegarde de la Tour Saint-Pierre. 
La Tour Saint-Pierre se visite désormais par le biais d'ouvertures touristiques et d'expositions culturelles et artistiques organisées régulièrement par l'association. 